# Кетрин Хепберн
Кетрин Хепберн (енгл. Katharine Hepburn; Хартфорд, 12. мај 1907 — Олд Сајбрук, 29. јун 2003) је била америчка филмска, позоришна и телевизијска глумица, проглашена за најбољу глумицу 20. века.
Након четири успешне године на Бродвеју, млада Кетрин Хепберн одлази у Холивуд, где снима филмове Мале жене и Ладолеж, осваја филмске критичаре, али и Оскара за најбољу главну глумицу. Следе године пропалих филмова и баченог новца, када крајем четрдесетих, постаје једно од најпрофитабилнијих лица америчке филмске индустрије и снима култни филм Филаделфијска прича. Педесетих од Бети Дејвис преузима титулу највеће филмске звезде на свету, захваљујући филмовима Афричка краљица и Изненада, прошлог лета, а почетком шездесетих игра у биоскопском хиту Дуго путовање у ноћ. И након врхунца у каријери, Кетрин наставља да снима велике филмове и одржава репутацију највеће глумице века. Међу њене позне успехе спадају првенствено филмови Погоди ко долази на вечеру, Зима једног лава и На Златном језеру. Седамдесетих полако престаје са снимањем филмова, и окреће се позоришту и телевизији, те бриљира у романтичном ТВ–филму Љубав кад јој време није са Лоренсом Оливијеом. Добила је четири Оскара, што је ставља на прво место по броју освојених награда у категорији глумица. Са дванаест номинација за награду Академије, налази се на другом месту на листи најноминованијих глумица свих времена – иза Мерил Стрип.
Кетрин Хепберн је на платну увек била софистицирана, пријатна, непосредна и духовита. Неретко носећи панталоне, градећи неконвенционалне, чврсте женске ликове, снажне воље и великог самопоуздања, Хепбернова је лагано али константно развијала свест о модерној и слободној жени 20. века. Оставила је печат у историји филма захваљујући улогама романтичних, шармантних, љупких, али образованих и независних жена.

### Младост
Хепбернова је рођена у Хартфорду (Конектикат) у породици Томаса Норвала Хепберна (1879—1962), угледног уролога из Вирџиније и Кетрин Марте Хотон (1878—1951). Њен отац је чврсто подржавао идеју да се објаве информације о опасностима полних болести у време кад се о томе није говорило, док јој је мајка била активисткиња и жесток борац за женска права. Једном се врло млада Кетрин придружила мајци у протесту за женска права. Хепбернови су захтевали породичне расправе о овим и многим другим актуелним и контроверзним темама, а као резултат свега њихова су деца била упозната са друштвеним и политичким проблемима, стекла су слободу говора и либералан дух. Деца Хепбернових једноставно никад нису напуштала собу без обзира о чему се говорило. Родитељи су децу охрабривали да изразе своја мишљења о свим питањима, укључујући и о сексу.
 Друштво је према породици Хепберн често било критички и непријатно настројено, јер су наводно били превише напредни. „Многи су нас презирали, али смо уживали у томе“, рекла је после Кетрин о својој смелој либералној породици. Томас је инсистирао на томе да његова деца буду спортисти те их је уписивао на пливање, јахање, голф и тенис. Хепбернова, која је хтела удовољити свом оцу, израсла је у тинејџерским годинама у добру спортисткињу. Бавила се уметничким клизањем, голфом и пливањем. Често би рано ујутро пливала и говорила: Што горчи лек, то боље по тебе!  Волела је да је зову Џими, и често шишала косу као дечак. Обожавала је филмове, те је сваке суботе ишла у биоскоп на пројекције. Код куће би за комшије изводила представе, за које је улазница коштала педесет центи. Сву зараду је слала Навахо Индијанцима.
Априла 1921. године, док је била у посети пријатељима у Гринич Вилиџу, Кетрин је пронашла старијег брата Тома, за ког је била веома везана, обешеног у поткровљу. Хепбернови су дуго порицали да се намерно убио, говорећи како је био срећан и испуњен дечак. Инсистирали су на томе да је то био експеримент који је пошао по злу. Било је спекулација како је дечак покушавао да изведе трик који је видео у сестриној представи, што је Кетрин веома тешко падало, те се на неки начин осећала одговорном. Била је дубоко погођена његовом смрћу, пала је у депресију и није се дружила са вршњацима, а већином се школовала у кући. Постала је неповерљива и резервисана према пријатељима и познаницима. Много је година славила Томов рођендан (8. новембар) — свој прави рођендан открила је тек 1991. године! Школовала се на колеџу Кингсвуд–Оксфорд пре него што је отишла на Byrn Mawr College, где се говорило како је избачена због пушења и кршења правила. Завршила је историју и филозофију 1928. године, исте године када је дебитовала на Бродвеју.
Кетрин се такође исте године удала за бизнисмена Ладлоуа (Ладија) Огдена Смита, кога је упознала док је похађала Byrn Mawr College. Њихов брак је био нестабилан од почетка, и често су га љуљале бројне размирице. Кетрин је између осталог захтевала да он промени име у С. Огден Ладлоу, како га не би мењали са познатом певачицом Кејт Смит. Развели су се у Мексику 1934. године. Бојећи се да мексички развод није легалан, Ладлоу се други пут развео у Сједињеним Државама 1942. године, а неколико дана после се поново оженио. Иако је њихов брак био промашај, Кетрин Хепберн је увек говорила колико му је захвална на финансијској и моралној подршци у раним данима њене каријере. Она и Лади су остали пријатељи до краја његовог живота.
Године 1938, кућу Хепбернових у Олд Сајбруку (Конектикат) уништио је ураган. Породица је побегла непосредно пре самог удара. Кетрин је често истицала да су њени родитељи били изузетни људи, заслужни за њен успех и формирање њене личности. Остала је блиска са својом породицом до краја свог живота.

## Каријера

### 1928—1932: Рад у позоришту
Хепбернова је уписала глуму у школи Byrn Mawr, и врло брзо је добила неколико мањих улога у локалном позоришту. Током задње године школе, упознала је младог продуцента Едвина Нофа, који је имао позориште у Балтимору (Мериленд), те је ангажовао за пар споредних улога у својим представама. Прву главну улогу добила је у представи Царица, а када је Ноф продукцију преселио у Њујорк, Хепбернова је добила улогу и у представи The Big Pond. У Њујорку су се нашли сасвим случајно, пошто је Кетрин ишла код једног угледног логопеда, будући да је један од критичара рекао да је њен глас пискав. Продуцент је у задњем тренутку отпустио главну глумицу и замолио Хепбернову да ускочи на то место. Кетрин је закаснила на премијеру, а онда заборављала текст, спотицала се и говорила тако брзо да је била готово неразумљива. Добила је отказ, али је наставила да ради у мањим позориштима као замена за друге глумице.
 Мало по мало, Кетрин је захваљујући представи Ових дана поправљала прве утиске које је оставила на критичаре. Коначно је дебитовала на Бродвеју у новембру 1928. године, мада прилично неуспешно, јер је представа због слабог интересовања публике, после седам дана скинута са репертоара. Упркос свему, продуцент је одлучио да је задржи и дао јој улогу у представи Празник. Међутим, већ почетком децембра, Кетрин се удала за Ладлоуа Смита, колегу са факултета, и одлучила да напусти глуму. Позоришне даске су врло брзо почеле да јој недостају, те се убрзо након венчања вратила глуми, и главну улогу у Празнику играла наредних шест месеци.
Године 1929, Хепбернова је одлучила да стави тачку на играње у Празнику и прихватила улогу у представи Death Takes a Holiday. Био је то погрешан потез, јер је отпуштена неколико дана после премијере. Придружила се једној позоришној трупи из Масачусетса, и наставила да плаћа приватног професора глуме иако јој њена будућност на позоришним даскама није изгледала ружичасто. Кетрин је 1931. године без много наде отишла на аудицију за бродвејску представу Уметност и госпођа Ботл. Одмах је било јасно да се млада девојка из Конектикета не допада драматургу, будући да је испратио речима: Изгледа уплашено, држање јој је очајно, а нема ни талента. Међутим, видевши да ниједна друга глумица не одговара његовим захтевима, одлучио је да запосли Хепбернову. Био је то њен први мали успех после неколико година погрешних пословних потеза, и лоше среће. Кетрин је током целог лета те године играла у представама једне контектикетске трупе, а њихова гледаност је била солидна. Баш тада је од Филипа Барија добила позив да игра у његовом комаду Животињско царство, заједно са Леслијем Хауардом. Требало је да пробе почну у јесен, но Хауард није био задовољан својом партнерком, те је на његов захтев, Кетрин отпуштена. Када је питала режисера где је погрешила, рекао је: Па, да будем сурово искрен, ниси била довољно добра. Ово је прилично повредило и обесхрабрило иначе самоуверену девојку, али је ипак наставила да тражи посао.
Након још једног лета у позориштима, 1932. године добија улогу Антиопе, амазонске принцезе у представи Супруг ратнице, у којој је носила кратки костим. Коначно је, неочекивано добила изванредне критике, освојила је Њујорк, а о њој се већ почело говорити у Холивуду. Била је позната као млада глумица која је ушла на позорницу скочивши преко степеница, носећи великог јелена на раменима. Кетрин је у представи показала у каквој је кондицији – године бављења спортом су се коначно исплатиле.

### Прве улоге у Холивуду: „Ладолеж“ и „Мале жене“
Ловац на таленте продукцијеске куће РКО, Лиланд Хејворд, запазио је Кетрин у Супругу ратнице, и предложио јој да се пријави на аудицију за улогу Сидни Ферфилд у новој драми A Bill of Divorcement. Она није била задовољна материјалом који је изабран из представе Супруг ратнице, те је за представљање режисеру и екипи филма одабрала инсерт из Празника. Режисер филма, Џорџ Кјукор, био је запањен: Никада никога нисам видео попут тог чудног створења. Био је одушевљен сваким њеним покретом, допало му се чак и како подиже чашу са стола: Мислим да се толико талента види у том покрету.
 Добивши улогу, глумица је затражила хонорар од хиљаду и петсто долара недељно, што је за Холивуду потпуно непознату особу било превише. На Кјукоров наговор, продуцент Дејвид О. Селзник је прихватио захтев, и са глумицом потписао привремени уговор. Касније је рекао да је то био један од највећих ризика у његовој каријери.
Њен партнер у филму је био Џон Баримор, глумац прослављен улогом у драми Гранд хотел. Кетрин је упорно избегавала свако интимизирање са њим, једноставно би увек желела да ради, иако је отворено показивао да жели да спава са њом. „Никада нисам сумњала у своје одлуке. Радећи са Џоном, и посматрајући га, само бих помислила: Ма изборићу се ја са њим“, написала је у својој биографији. У једном од многобројних Бариморових покушаја да је одведе у кревет, штипнуо је за задњицу на сету. Рекла је: Ако то још једном направиш, престаћу да глумим. Баримор је одговорио: Нисам ни знао да си почела, драга. Иако се дуго прилагођавала на нови посао, била је одушевљена филмском индустријом. Филм је остварио огроман комерцијални успех, а двадесетпетогодишња глумица је добила похвале холивудских филмских критичара. Њујорк тајмс је објавио да је њено извођење било невероватно лепо, једно од најсавршенијих које је икада виђено, док је Варајети похвалио њену снажну глуму и написао да у њој има толико виталности, да је глумица готово реална, ван филма. РКО је одлучио да глумицу запосли за стално, а она и Кјукор су остали пријатељи до краја живота.
У филму Christopher Strong, другом који је снимила, глуми авијатичарку која има љубавну аферу са ожењеним мушкарцем. Био је то један велики финансијски промашај, но коментари критичара на глуму Хепбернове опет су били позитивни. Кетрин је већ са трећим филмом, Ладолеж, постигла оно о чему многе глумице сањају током читаве своје каријере – добила је Оскара за најбољу главну глумицу. Није чак било ни идеје да она добије било какав ангажман у том филму, а камоли да глуми главну улогу, Ив Лавлејс, славољубиву и ексцентричну младу глумицу. Наиме, видевши сценарио на столу у продуцентовој канцеларији, молила га је да јој додели главну улогу и говорила да је рођена да игра тај лик. Церемонији доделе Оскара није присуствовала (тај став је задржала до краја своје каријере), а без сумње је била пресрећна када је чула да је награђена.
Нагли успех младе глумице се наставља највећим биоскопским хитом продукцијске куће РКО, филмом Мале жене.
 Кетрин је за своје извођење награђена Волпи пехаром на Венецијанском филмском фестивалу, и увек је истицала да јој је тај филм један од њених најомиљенијих. „Чикам некога да буде једнако добар као што сам ја била у улози Џо,“ са поносом се шалила Кетрин. Филм је снимљен по истоименом роману Луизе Меј Алкот, а касније су урађена још три римејка – 1949. са Елизабет Тејлор, 1978. са Мередит Бакстер и 1994. са Сузан Сарандон и Виноном Рајдер.
Након огромног успеха на филму, постигнутог за веома кратко време, Кетрин је пожелела да се врати позоришту. Прихватила је понуду бродвејског продуцента Џеда Хариса да за јако мале паре игра у представи Језеро. Студио је међутим инсистирао да у међувремену снима филм Прзница, где ће бити у улози неуке сељанчице Тригер Хикс. Испоставило се да су оба пројекта била потпуни промашаји. Филм није био гледан, а Кетрин је добила очајне критике за своје извођење. Касније је признала да је цео живот на зиду, као казну, држала постер Прзнице, да је држи на земљи, постиђену. С друге стране, у Вашингтону је продат велики број карата за премијеру Језера. Харисов непрофесионализам учинио је да Хепбернова посумња у срећно финале пројекта, те да самим тим спласне и њено самопоуздање. Пријем код публике био је поражавајући, јер се, како је речено, Кетрин борила са улогом. Упркос томе, чврсто уверен у успех представе, Харис продукцију сели на Бродвеј. Њујоршки критичари су готово покопали Хепбернову. Чувена Дороти Паркер је написала да је Кетрин успешно владала емоцијама – од оних искрених и добро одглумљених, ишла је ка лажним и јефтиним. Хепбернова је била очајна знајући да је за Хариса везује десетонедељни уговор. Сазнавши за његову идеју да закаже наступе у Чикагу, раскинула је уговор и исплатила му петнаест хиљада долара. Касније је написала да је радећи са њим научила како да се односи према својој каријери и чува свој имиџ од лоших улога. Рекла је да је он био један од најђаволскијих људи са којима је радила. Када му се, очајна и резигнирана, пожалила да Језеро невероватно шкоди њеној каријери и да морају да воде рачуна и о томе, он јој је само злурадо одговорио: „Драга моја, једино до чега ми је стало код тебе јесте новац који покушавам да зарадим на теби.“

### 1935—1939: Нагли пад популарности
Након Језера и Прзнице – два велика промашаја, студио је ангажовао Кетрин за филм The Little Minister, додуше јер је она изразила жељу да глуми у њему. На њено велико разочарање, публика није била заинтересована за костимирану љубавну драму, те су трошкови снимања увелико превазишли зараду на благајнама. Хепбернова се стога предано окренула новом пројекту, љубавном филму Break of Hearts, мислећи да то мора да буде успех. Нажалост, и ово је био још само један у низу од њених филмова које критика није штедела, а гледаоци нису желели да види. Међутим, у међувремену се догодило нешто што нису очекивали. Кетрин је номинована за Оскара за најбољу главну глумицу за улогу у филму Алиса Адамс, такође из 1935. године. Алиса Адамс је први после низа лоших филмова остварио знатнији комерцијални успех у биоскопима, а Кетрин га је увек сврставала међу своје омиљене.
Студио је потом дозволио глумици да сама одабере пројекат на коме ће радити, и Хепбернова је изабрала драму Силвија Скарлет, где јој је партнер био Кери Грант. Испоставило се да је и ово био погрешан избор, те се горка прича из претходне године поновила. За ту улогу је одсекла косу јер је често морала да глуми младића. Филм Марија од Шкотске, где глуми Марију Стјуарт, прошао је исто као и претходни – изгледало је као да народ више не воли филмове у којима глуми Кетрин Хепберн. Но, упркос томе, она наставља да снима, и прави још два промашаја. Уследили су филмови A Woman Rebels и Quality Street, који, иако је био комедија, није успео да угаси анимозитет који је народ осећао према глумици.
За нагли пад у њеној каријери, одговорна је и сама Кетрин и њен однос према Холивуду. Хепбернова још увек није била звезда какве су у то време биле Грета Гарбо и Марлен Дитрих, али је већ имала Оскара иза себе. Публика је очекивала аутограме које ова никада није давала, новинари су очекивали интервјуе, које је избегавала или у њима пак била непристојна и ћутљива. У једном интервјуу је на питање да ли је заиста у браку са Ладлоуом, рекла да се не сећа, док је на питање има ли деце, одговорила: „Да, имам их петоро – два белца и три црнца.“ Године 1936. стекла је неславни надимак Кетрин од Ароганције, иако у позадини свега тога није било ни трага од славољубивости и неговања сопственог култа. Хепбернова је гајила антихоливудски став, није желела да је доживљавају као филмску звезду или недодирљиву femme fatale, није се шминкала, облачила се као мушкарац, а понашала се нимало женствено. Толика неконвенционалност довела је до тога да у народу постане веома непопуларна и невољена, код филмских критичара и продуцената готово презрена. Видевши какво је мишљење јавности о њој, повлачи се у позориште где спрема Џејн Ер, али уплашивши се за могућ неуспех у Лос Анђелесу, сели продукцију на Бродвеј. Представа је била прилично успешна, надмашила је сва очекивања, а глумица је поново пожелела да се врати филму. Овог пута је заиста била амбициозна, откривши Дејвиду О. Селзнику да прижељкује улогу Скарлет О’Харе у високобуџетном епском спектаклу Прохујало са вихором. Иако јој је ставио до знања да није довољно сексепилна за јужњачку лепотицу, Селзник је ипак држао у резерви, за случај да не пронађе одговарајућу глумицу. Није тајна да је Кетрин помно учила текст, када је продуцент задњег дана кастинга изабрао британску позоришну звезду Вивијен Ли, потпуно непознату Холивуду.
Године 1937. Хепбернова је играла у комедији Сценска врата, са Џинџер Роџерс у главној улози. Овај филм је готово аутобиографски јер говори о пар девојака које живе заједно и желе да постану глумице. Иако је Роџерсова у то време била једна од најпопуларнијих звезда комедија и мјузикла, Кетрин је по мишљењу критичара изнела цео филм. Међутим, и поред профитабилне звезде Џинџер и одличне Кетрин, Сценска врата нису била комерцијални хит какав је студио очекивао. РКО је био подељен – доста челника куће је сматрало да је Кетрин крива за мали профит, док су други посвећено радили на прављењу звезде од ње. Следеће године је играла главну женску улогу и показала изузетне атлетичарске вештине у комедији Невоље са бебом, заједно са Керијем Грантом. Упркос Грантовој популарности и одличним критикама, ни овај филм није био биоскопски хит. Исте године је објављена листа отрова за благајне, односно најнепожељнијих глумаца, на којој се између Фреда Астера, Џоун Крафорд и других нашла и Хепбернова. Следећи филм који јој је понуђен је била јефтина комедија Мајка Керини пилићи. Видевши о каквом се пројекту ради, Кетрин се понудила да студију исплати 75.000 долара те да раскину уговор са њом. РКО је радо прихватио понуду, а Хепбернова је од тад била препуштена самој себи. Рад независно од филмског студија је у то време био јако ризичан подухват, готово једнак свесном прекиду каријере. Бети Дејвис, у то време звезда у успону, учинила је исто тек двадесет година касније. Први филм који је Кетрин снимила након раскида са РКО-м је био Празник, филмска адаптација представе са којом је почела каријеру. Филм је финансирала Колумбија пикчерс, а партнер јој је трећи пут био Грант. Но упркос добрим оценама критичара, Празник је био још само један финансијски промашај, након чега је глумичина зарада спала на десет хиљада долара – исти износ који је добијала за своје прве улоге. Један од њених биографа написао је да ниједна филмска звезда није напредовала већом брзином и уз већу подршку критике, али ни брже изгубила на популарности.

### 1940 — „Филаделфијска прича“
Напустивши Холивуд, Кетрин се окреће позоришту и прихвата понуду Филипа Барија, да глуми у његовој представи Филаделфијска прича. То је прича о младој богаташици Трејси Лорд, и њеним љубавним проблемима са бившим и будућим мужем.
 Схвативши да комична представа обећава, Хауард Хјуз, тадашњи љубавник Хепбернове, откупио је права на филм и поклонио их Кетрин пре него што је представа премијерно приказана. Пар је такође прихватио да плати четвртину трошкова продукције. Судећи по премијери, глумци су знали да су урадили праву ствар. Након успешне турнеје по Америци, Филаделфијска прича је премијерно приказана у Њујорку, у позоришту Шуберт, на опште одушевљење публике. Потом је почела и друга турнеја, подједнако популарна као и прва. Била је то критички и комерцијално најуспешнија представа 1939. године, која је само током прве турнеје одиграна 417 пута.
После неколико година константних неуспеха и губитака, Кетрин је постала мета сваког холивудског студија — сви су желели да добију права на филм. Хепбернова их је пак продала Метро-Голдвин-Мејеру, најмоћнијем филмском студију у Сједињеним Државама, под условом да она буде у главној улози. Да се много очекивало од филма, сведочи и то што је уговор подразумевао да Кетрин изабере редитеља и остале глумце. Њен избор је пао на Џорџа Кјукора, који се радо прихватио да режира филм, али два глумца која је хтела — Кларк Гејбл и Спенсер Трејси, били су заузети. Продуцент јој је обећао велику звезду Џејмса Стјуарта и још 150.000 долара, за сваког кога би желела да види у филму. Кетрин је ангажовала свог пријатеља и вишеструког партнера у филмовима, Керија Гранта. Пре него што је почело снимање, Хепбернова се обратила колегама: „Не намеравам да се овим филмом вратим на велика врата. Филмофили... Мисле да сам ја тако мало тра–ла–ла или шта већ. Толико људи жели да види како се патосирам на нос.“ Глумица је касније рекла да је ово био филм који је створио нову Кетрин Хепберн — „ја сам Трејси Лорд удахнула живот, а она ми је вратила моју каријеру.“ Магазин Тајм (ен – Time) је написао: „Врати се Кети, све је заборављено.“ Филаделфијска прича је био комерцијално најуспешнији филм 1940. године, а неколико деценија касније проглашен је за један од сто највећих љубавних класика. Кетрин је трећи пут била номинована за Оскара за најбољу главну глумицу.

#### 1941—1950: Сарадња са Спенсером Трејсијем
Захваљујући огромној популарности коју је стекла захваљујући Филаделфијској причи, глумица се поносно вратила на Бродвеј са представом Без љубави, Филипа Барија. Иако је њено извођење лоше оцењено, представа је била велики хит и одмах је распродато првих шеснаест недеља. Ово је био случај са свим осталим њеним пројектима — лош пролаз код критичара, одличан на благајнама.
 Следећи филм који је снимила, била је романтична комедија Жена године, где јој је партнер био Спенсер Трејси и то захваљујући сценарисити Гарсону Канину, који је глумицу предложио студију. Истакао је колико му је помогла око писања сценарија: читала га је, преправљала, избацивала и додавала реченице и речи, и уопште улагала пуно енергије и ентузијазма у пројекат. Кетрин је била та која је студију донела завршен сценарио и затражила 250.000 долара – пола за њу, пола за Канина. Студио Метро-Голдвин-Мејер је прихватио предлог, и глумици дозволио да изабере редитеља и главног глумца. Њен избор је пао на Џорџа Стивенса, који је режирао филм, и наравно, на Трејсија. Жена године је успешно прошао на благајнама, те је Кетрин потписала десетогодишњи уговор са МГМ-ом, и четврти пут била номинована за Оскара. Метро-Голдвин-Мејер је још једном удружио Трејсија и њу, у пропагандном антифашистичком филму Чувар пламена, а 1943. године играла је саму себе у антиратном мјузиклу Stage Door Canteen.

Хепбернова и Трејси су започели своју романсу на снимању овог филма, и она је с годинама постајала све лепша и озбиљнија. Кетрин је одбијала филмске понуде и избегавала позиве са Бродвеја, како би што више времена проводила уз љубавника који се лечио од алкохолизма и инсомније. У прилог чињеници да је глумица запоставила своју каријеру је и податак да је први следећи велики филм снимила тек 1949. године — комедију Адамово ребро, поново са Трејсијем.
 Повратак на филмско платно, имала је 1945. године са филмом Without Love, да би затим снимила филм ноар Undercurrent, и романтични вестерн Море траве, са Спенсером у главној улози. Сам редитељ, Елија Казан, био је тако разочаран филмом да је саветовао народ да га не гледа.
У јесен 1947. године, пошто је у биоскопе изашла њена аутобиографска драма Љубавна песма, где је играла Клару Шуман, и предано учила да свира клавир, у Холивуду је интензивно почео лов на комунисте, на чијој је мети била Кетрин, због својих одвећ либералних и прогресивних ставова. Приказивања Љубавне песме су глумици цео живот биле само непријатне успомене јер су људи током пројекција бацали предмете на биоскопско платно. Пети пут је играла са заједно са љубавником у политичкој драми State of the Union, редитеља Френка Капре, и по пети пут су удруженим снагама направили комерцијални хит.
Највећи успех још од 1940. године дошао је са Адамовим ребром, комедијом од равноправности полова из 1949. године. Она и Спенсер у филму глуме мужа и жену, и обоје су адвокати. Невоља настаје када се обоје заузму за различите стране истог случаја — она за девојку која је у нападу љубоморе ранила дечка, а он, наравно за младића. Кетрин је продуценте саветовала да за улогу оптужене ангажују младу Џуди Холидеј, те је тако глумицу буквално увела у свет филма. Премда је у почетку било доста протеста и бојкотовања филма због политичких ставова главне глумице, Адамово ребро је био прави финансијски погодак и једна од најомиљенијих комедија с краја четрдесетих. Колумниста Њујорк Тајмса, Бозвел Краутер, написао је да су њих двоје један од најкомпатибилнијих холивудских парова.

### Врхунац каријере: „Афричка краљица“
Почетком педесетих, Хепбернова је играла Розалинд у представи Како вам драго, адаптацији Шекспирове комедије. То је за њу био изазов, јер су пре ње, Лоренс Оливије, Вивијен Ли и Елизабет Бергнер поставили стандарде у извођењу Шекспирових драма. Говорила је како је боље покушати направити нешто велико па оманути, него стално ићи на сигурно и играти мале улоге. Иако су оцене за њено извођење биле мешовите, Кетрин се етаблирала као водећа холивудска дива која у позоришту игра улоге високог калибра.
Кетрин Хепберн је можда највише остала запамћена по улози Роуз у филмском класику Афричка краљица из 1951. године. Улога је најпре била понуђена Бети Дејвис 1938. године, када ју је глатко одбила. Продуценти су чекали девет година, надавши се да ће је Бети, тада највећа филмска звезда на свету, напокон прихватити. Још једном их је одбила. Када су је 1949. године питали да ли хоће да размисли у вези са улогом, Дејвисова је остала при својој одлуци, рекавши да није заинтересована за пројекат ако студио није у стању да филм сними у Америци. Сазнавши да ће Краљица бити снимљен у ДР Конгу и Уганди, Хепберова је оберучке прихватила ангажман.
Снимање филма је глумцима касније будило и лепе и ружне успомене. Услови у којима су живели, били су у најмању руку спартански, о чему је Кетрин причала у својој књизи Настанак „Афричке краљице“ или Како сам путовала у Африку са Богијем, Бакол и Хјустоном, и умало полудела. Највећи проблем им је свакако био недостатак пијаће воде. Кетрин се згражавала гледајући Богарта и Хјустона како као једино пиће користе виски. Њима у инат, пила је воду са локалних извора, и жестоко оболела од дизентерије. Остатак екипе (осим Богарта и Хјустона) имао је или дизентерију, или маларију.
Кетрин је за улогу уштогљене мисионарке у Африци, која се заљубљује у неотесаног власника брода Афричка краљица и у његовом загрљају проживљава дане немачке окупације Конга, пети пут била номинована за Оскар за најбољу главну глумицу. Успех бројних комедија које је снимила са Трејсијем четрдесетих, био је мали у поређењу са успехом који је остварио овај филм. Афричка краљица је био њен први блокбастер после Филаделфијске приче из 1941. године, један од великих повратничких филмова тих година, и први филм у боји у њеној каријери. Занимљиво је и то да је годину дана пре, Бети Дејвис, приредила маестралан повратак на филмско платно захваљујући култном филму Све о Еви. Хепбернова је доказала да је велика филмска звезда сама по себи, а не само када глуми са својим љубавником, и од Дејвисове преузела титулу највеће филмске звезде на свету. Од тог тренутка, њена каријера није забележила падове. Неколико деценија касније, Амерички филмски институт је овај филм прогласио за један од двадесет најбољих филмова икад снимљених и за једну од најлепших љубавних прича свих времена. Оскар је пак отишао у руке Вивијен Ли, за филм Трамвај звани жеља. Као и за њене две колегинице, и Лијевој је ово био повратнички филм, будући да хит није имала још од славног Прохујало са вихором.

### 1952—1960: „Изненада, прошлог лета“
Током лета 1952. године Кетрин је спремила Милионерку, коју је 1936. године написао Џорџ Бернард Шо. Говорила је да је за ту представу била емотивно везана, будући да су јој родитељи често читали Шоа када је била дете. Изузетно прихваћена и популарна, представа је била приказивана широм земље, да би на крају стигла на Бродвеј и у позориште Шуберт. Глумица је намеравала да по истом сценарију сними филм, међутим нико није био заинтересован за пројекат. Чак ни када је предложила да сама сноси трошкове продукције и да плати редитеља, опет се нико није јавио. Хепбернова је у својој биографији написала да је то било највеће разочарење у њеној каријери. Следећи филм који је снимила била је спортска драма Пет и Мајк, њен осми филм са Спенсером Трејсијем. Сценарио су специјално за познати глумачки пар написали Гарсон Канин и Рут Гордон. Канин је изјавио да је инспирацију добио гледајући Кетрин како игра тенис, и да је мислио да њеним обожаваоцима недостају филмови у којима може да покаже изузетне атлетске способности. Недеље прекомерне исхране ради повећања телесне масе, исплатиле су се номинацијом за Златни глобус за најбољу главну глумицу. Пет и Мајк је остварио солидну зараду у биоскопима и побрао одличне критике, а Кетрин је често истицала да јој је између девет филмова, колико је урадила са Трејсијем, тај био омиљени.
Филм Пет и Мајк био је последњи који је урадила за студио Метро-Голдвин-Мејер. Десетогодишњи уговор који је везивао за њих је истекао, и била је слободна да отпочне сарадњу са другим студијом или да каријеру настави самостално и независно од студија. Изабрала је ово друго, и отишла на двогодишњу паузу, током које је путовала светом. Потом је прихватила ролу у романтичној комедији Летње време Дејвида Лина, која је 1955. године снимљена у Венецији. Кетрин је играла уседелицу која путује у чувени град на води, где доживљава страсну љубавну везу. Глумица је рекла да јој је ова улога прирасла срцу, а редитељ да му је то омиљени филм који је снимио, а Кетрин омиљена глумица. Летње време је био велики биоскопски хит, који је успео да удвостручи годишњи број посетилаца Венеције, а Хепбернова је за своје извођење још једном била у конкуренцији за Оскара. Следеће године је са британским позориштем Олд Вик отишла на успешну шестомесечну турнеју по Аустралији, где је играла Порцију у Млетачком трговцу, Кејт у Укроћеној горопади и Изабелу у Мери за меру. Потом је глумила у филму The Rainmaker, где јој је партнер био Берт Ланкастер. И за ову улогу, сличну онима из филмова Афричка краљица и Летње доба, била је номинована за Оскара. „Када сам играла Лизи, Џејн Хадсон и Роуз, ја сам заправо играла саму себе. Није ми било тешко да тумачим те улоге јер сам и ја једна бабадевојка!“ – изјавила је Хепбернова када је упитана зашто бира такве улоге. Велики критички и комерцијални промашај била је комедија The Iron Petticoat, где је глумила резервисаног и неприступачног совјетског пилота. Године 1957. још једном је заиграла са Трејсијем, у канцеларијској комедији Desk Set, која је наишла на млаке оцене и не претерану заинтересованост у биоскопима. Један критичар је тај филм назвао хибридом њених и Трејсијевих филмова. Кетрин је након тога интензивно играла у позоришту, а први наредни филм снимила је две године касније.
Током лета 1957. године наступала је у American Shakespeare Theatre у родном Конектикату. Поново је тумачила улогу Порције у Млетачком трговцу, али и Беатриче у Много буке ни око чега. Обе представе су наишле на изузетно леп пријем код публике, и глумици су значиле пријатан предах од филма. Две године касније, прихватила је улогу језиве тетке Вајолет у филму Изненада, прошлог лета, адаптацији истоимене драме Тенесија Вилијамса. У осталим улогама су били Елизабет Тејлор и Монтгомери Клифт, а редитељ је био Џозеф Л. Манкевиц. Снимање овог филма је за Кетрин било врло непријатно искуство. Између Манкевица и ње су избиле бројне несугласице, свађе између сетова су биле свакодневне. У једној од њих, глумица је редитеља пљунула посред лица, и престала да прича са њим. Поред тога, Хепбернова је била згрожена начином на који се екипа (осим Тејлорове, која му је била једна од најбољих пријатељица) односила према Клифту, који је отворено био хомосексуалац, те је често стајала у његову заштиту и бурно реаговала на шале које су с њим збијали. Филм је био огроман хит на благајнама, оцене критичара су биле високе. Кетрин је још једном била номинована за Оскара за најбољу главну глумицу, као и за Златни глобус. Тенеси Вилијамс је био одушевљен извођењем Хепбернове: „Кејт је сан сваког писца. Својом беспрекорном лепотом и савршеном дикцијом, она сваки дијалог учини лепшим и израженијим.“ Две године касније, написао је драму Ноћи игуане, и планирао да Кетрин добије главну улогу. Иако је била почаствована, глумица је одбила понуду и објаснила да једноставно не мисли да јој улога одговара. Добила ју је Бети Дејвис.

### 1961—1970: „Дуго путовање у ноћ“
Крајем 1960. глумица је прихватила улогу Виоле у Шекспировој Дванаестој ноћи, и често је истицала како је на то извођење истински поносна. Године 1962. играла је главну улогу у филму Дуго путовање у ноћ редитеља Сиднија Лумета. Била је то адаптација истоимене драме Јуџина О’Нила, који је пристао да напише сценарио. Кетрин је играла Мери Тајрон, некадашњу јужњачку лепотицу, а у старости жену зависну од морфијума, која не жели да види како јој се породица распада, нити да призна себи да јој је живот узалудно протраћен. Хепбернова је говорила о овој драми као о највећој која је икад извођена у Америци, а о лику госпође Тајрон као о најизазовнијем у историји америчке књижевности. Сматрала је да је то најбоља улога у њеној каријери, и многи критичари су се слагали са тим. За маестрално извођење је била номинована за Оскара за најбољу главну глумицу, а добила је Награду за најбољу глумицу на Канском филмском фестивалу.
 Колико је веровала у пројекат, показује и чињеница да је за улогу прихватила минималан хонорар – десет пута мањи од оног који је обично добијала. Након овог филма, Кетрин је отишла на четворогодишњу паузу, како би се бринула о Трејсију, чије се здравствено стање у међувремену погоршало.
Вратила се 1967. године, са филмом Погоди ко долази на вечеру. Године 1969. у филму Луда из Шаљоа играла је стару аристократкињу, грофицу Аурелију, која се згражава гледајући како расте моћ средње класе. Филм је снимљен у Ници, а поред Хепбернове играју још и Пол Хенрид и Јул Бринер. Ово је био финансијски и критички фијаско – критичари су се сложили да је Кетрин глумила на потпуно погрешан начин. Од децембра 1969. до августа 1970. играла је насловну улогу у бродвејском мјузиклу Коко Шанел. Глумица је признала да је била забринута за успех пројекта, јер је мислила да није нека певачица. Иако је шест пута недељно узимала часове певања, пред сваки наступ је имала огромну трему – „питала бих се шта ја тражим овде!“  Поводом њеног извођења, редитељ се једном нашалио рекавши да је милозвучност која је недостала њеном гласу, надокнадила јаким крчањем црева. Иако је продукција била сиромашна, због чега је представа добила оштре критике, Кетрин Хепберн је пак била одлична као Коко Шанел – народ је волео представу, те је у неколико наврата била продужена.  Хепбернова, која је за ову улогу била номинована за Награду Тони за најбољу глумицу у мјузиклу, признала је да је по први пут у каријери схватила да је публика заправо воли и жели – до тада је мислила да су сви против ње.

### 1971—1980: „Љубав кад јој време није“
Филмски критичар Ендру Брајтон је улоге које је Кетрин тумачила седамдесетих окарактерисао као или посесивне мајке или ексцентричне старице. Најпре је 1970. отпутовала у Шпанију, на снимање филма Тројанке, адаптацији чувене Еурипидове трагедије. У споредној улози је била Ванеса Редгрејв, чије је глумачке способности Хепбернова изузетно ценила. Када су је упитали шта је навело да прихвати улогу у филму тог типа, рекла је да жели да прошири дијапазон својих улога и да се окуша што разноврснијим улогама док још има времена. Исте године је прихватила улогу у филму Путовања са мојом тетком, но незадовољна радом сценаристе, узела је да преправља текст. Студију се нису допале њене измене, те је глумица напустила пројекат. Уместо ње је изабрана Меги Смит, и за њу била номинована за Оскара. Године 1973. снимила је филм A Delicate Balance, који је добио слабе оцене критике и још слабије прошао у биоскопима. Хепбернова је потом први пут у каријери прихватила ролу у ТВ–филму. Била је у питању адаптација чувене представе Стаклена менажерија Тенесија Вилијамса. За маестрално извођење ментално нестабилне јужњачке мајке добила је и прву номинацију за Еми. Филм од кога се није очекивало много изненађујуће добро је прошао код публике – премијерно приказивање је пратио милионски аудиторијум и учинио га једним од најгледанијих ТВ–филмова године. Понесена успехом Стаклене менажерије, Кетрин се окренула ТВ–улогама.
Један од њених највећих пројеката у позним годинама био је дирљив љубавни ТВ–филм Љубав кад јој време није (ориг. Love Among the Ruins, срп. Љубав међу рушевинама). У споредној улози је био њен дугогодишњи пријатељ Лоренс Оливије – то им је био једини заједнички пројекат. Кетрин је глумила британску даму старог кова, оптужену за завођење па остављање једног младића. Она ангажује угледног британског адвоката, старог, шармантног џентлмена, али се изненади када схвати да је пре неколико деценија са њим била у страсној љубавној вези. Љубав кад јој време није је имао веома раскошну продукцију – амбијент и дух едвардијанске Енглеске су оживљени до најситнијих детаља – те није ни чудо што је у то време био најскупљи ТВ–филм свих времена. Оцене критичара су биле изузетне, а Хепбернова је за своје извођење добила првог и јединог Емија за најбољу главну глумицу у каријери. Поред тога, филм је награђен са још пет Емија и био је популаран широм света.
Кетрин се први пут у каријери појавила на додели Оскара 1974, и то да би Почасну награду Ирвинга Талберга доделила Лоренсу Вајнгартену. Њена појава на сцени, али и духовите опаске били су пропраћени овацијама. Следеће године играла је споредну улогу у вестерну Рустер Когберн, где јој је партнер био Џон Вејн. Тај филм је био својеврсни наставак Вејновог блокбастера Човек звани храброст из 1969. године. Њен лик је великим делом заснован на карактерним цртама лика који је играла у Афричкој краљици – била је елоквентна, префињена, уздржана и уштогљена жена, која покушава да изађе на крај са грубим и простим Когберном. Филм је био потпуни дебакл на благајнама, и притом је добио изузетно ниске оцене филмских критичара.
Године 1976. вратила се на Бродвеј, где је три месеца играла ексцентричну госпођу Бејсил, у представи Ствар гравитације. Иако јој критичари нису били наклоњени, Хепбернова је успела да са представом обиђе читаве Сједињене Државе. На премијери у Лос Анђелесу, уганула је кук, али ипак наставила да глуми – у колицима. Толика преданост послу и љубав према глуми, резултовала је тиме да те године буде проглашена за најомиљенију глумицу нације. Након трогодишње паузе са снимањем филмова, Кетрин се 1978. вратила на платно, улогом у црној комедији Olly Olly Oxen Free. Био је то један од њених највећих промашаја у каријери, који је можда натерао да и наредне три године не сними ни један филм. Један од њених биографа рекао је да је Olly Olly Oxen Free био мртав истог дана када је изашао у биоскопе, док се глумица бранила речима да га је снимила само зато што је желела да лети у балону. Међутим, Хепбернова је већ ТВ–филмом Кукуруз је зелен освојила критичаре. Радило се о римејку истоименог филма из 1945. са Бети Дејвис у главној улози. То је био њен десети и последњи филм који је режирао Џорџ Кјукор, и трећи за који добила номинацију за Еми.

### 1981—1994: „На Златном језеру“
Питер О’Тул, њен партнер у филму Зими једног лава, рекао је у многим интервјуима како му је Хепберн најдража сарадница. Он и Хепберн остали су велики пријатељи све до њене смрти. О’Тул је своју кћер, Кејт О’Тул, назвао по Хепберновој. Године 1994. је снимила своја последња три филма - Један Божић, темељен на краткој причи Трумана Капотеа, као Џини у ремакеу Љубавне афере, и Ово не може бити љубав, који је режирао један од њених најбољих пријатеља, Ентони Харви.

## Приватни живот

### Јавни имиџ
Кетрин је остала упамћена по жучној борби за своју приватност – толико је избегавала новинаре и давање интервјуа да су је већ на почетку каријере прозвали Кетрин од Ароганције (алузија на Кетрин од Арагона). Неретко је на питања која, било да су се тицала њеног приватног живота, било да су се односила на каријеру, одговарала са да и не, или би намерно невешто лагала, била иронична и одвраћала главу од људи који су желели аутограм. 
 Хепбернова је једноставно мислила да има потпуно право на своју приватност, и да је њен живот само њена ствар. Поаната је по својој реченици да ће смрт бити такво олакшање – неће бити интервјуа. Избегавала је холивудске журке, вечере у отменим ресторанима, и уопште није водила никакав друштвени живот – мрзела је статус звезде. Једном је чак избила фото-апарат из руку новинара који је кришом фотографисао, и мислио да га није приметила. Због таквог понашања, Кетрин је све до 1940. и филма Филаделфијска прича носила репутацију површне, досадне, уображене и искомплексиране глумице. Мало по мало, медији и јавност су се навикивали на Кетрин, и све је више волели. Њена аверзија према новинарима почела је лагано да нестаје негде после филма Погоди ко долази на вечеру. Хепбернова је испричала све што јој је било на души у емисији Шоу Дика Кавета 1973. године, и толико је уживала у том разговору да се он, непланирано, одужио на два дана и на вишечасовну емисију, успешно репризирану годинама касније. Један од њених биографа цитирао је Кетрин: „Не бих волела да ме медији баш потпуно игноришу“ и додао: „Љубоморно је чувала своју приватност... Али и поред тога, она је ипак глумица и звезда, и део ње ипак жели да буде примећен, колико год се она претварала да то презире.“
Хепберн је после била деверуша на венчању Ли и Оливијеа 1940. године. Њих две су остале пријатељице све до смрти Вивијен Ли, 1967. године.

### Љубавне афере
Једини супруг Хепбернове био је Ладлоу Огден Смит, угледни филаделфијски бизнисмен и аристократа. Упознали су се док је она била на студијама, а венчали 12. децембра 1928. године – она је имала 21, а он 29 година. Кетрин је инсистирала да њен супруг промени име у Смит Огден Ладлоу, како она не би била Кејт Смит, попут једне тада популарне певачице. Према речима глумице, то никада није била права веза, заснована на јакој љубави. Он се бавио својим финансијама, а Кетрин је упорно радила на својој каријери и градила име у Холивуду. Највећа удаљеност, у сваком смислу те речи, настала је када се она 1932. преселила у Холивуд, а он остао на источној обали. Развели су се две године касније, у Мексику. Хепбернова је увек истицала да му је неизмерно захвална на финансијској, моралној и егзистенцијалној помоћи коју јој је пружао у то време, и себе називала свињом јер је експлоатисала његову љубав. Остали су блиски пријатељи све до његове смрти 1979. године.
Убрзо након доласка у Калифорнију, Кетрин је започела љубавну везу са својим агентом, Лиландом Хејвордом, иако су обоје били заузети. Хејворд се развео и запросио је, али је она одбила брачну понуду, рекавши да више воли да буде слободна. Ипак, остали су заједно до 1936. године. Везу су окончали када је Хепбернова, играјући Џејн Ер широм земље, упознала милијардера Хауарда Хјуза. Њих је заправо пре тога упознао Кери Грант, на снимању филма Силвија Скарлет. Хјуз је такође хтео да је запроси, а приче о њиховој вези свакодневно су пуниле насловнице новина, али Хепбернова му је јасно ставила до знања да не жели брак. Раскинули су 1938. године, када је глумица проглашена за отров за биоскопе, те је напустила Холивуд. Хјуз је две године касније учинио један леп гест, откупивши и поклонивши Хепберновој права на филм Филаделфијска прича, који је нагло оживео глумичину популарност. Неки делови ове приче се на мало другачији начин приказани у филму Авијатичар Мартина Скорсезеа из 2004. Филм је доста критикован, а између осталог, редитељу су замерили што је измислио неке биографске детаље, везане нарочито за однос Хепберн–Хјуз. Она Хјуза није оставила због Трејсија, како Скорсезе приказује, већ је то учинила раније, 1938. године.
До краја свог живота, Кетрин је остала при одлуци да се не удаје и да не рађа. Сматрала је да је за материнство потребна велика одговорност, и потпуна посвећеност, на шта она никако није била спремна. „Мислим да бих била ужасна мајка, јер сам, у суштини, једно веома себично људско биће.“ Говорила је да је неки начин, захваљујући својим нећацима, осетила чари родитељства, и да су они надокнадили недостатак властитих потомака. Тридесетих година 20. века кружиле су приче да је позната глумица заправо лезбијка или бисексуалка, чиме се бави једна од њених каснијих биографија. Њена нећака, глумица Кетрин Хотон, изричито тврди да њена тетка није имала склоности према истом полу.

#### Спенсер Трејси
Хепберн је први пут наступила са Спенсером Трејсијем у филму Жена године (1942), којег је режирао Џорџ Стивенс. Иза кулиса пар се заљубио, почевши оно што ће постати једна од најпознатијих филмских романси, иако је Трејси већ био ожењен. Постали су један од најпрепознатљивијих холивудских парова и на филму, а и ван њега. Хепберн, са својом оштроумношћу и јединственим нагласком Нове Енглеске, надопунила је Трејсијев раднички мачизам. Кад их је упознао Џозеф Манкјевич, Хепберн, која је носила високе потпетице које су надодале неколико центиметара њеној виткој појави, је рекла, „Бојим се да сам превисока за вас, господине Трејси“. Манкјевич је узвратио, „Не брини се, убрзо ће те он стесати“. У Хепбернином некрологу, из „Дејли телеграфа“, стоји: „Хепберн и Трејси били су најпривлачнији кад су се најжешће свађали: било је тешко рећи уживају ли више у свађи или једно у другоме.“ Већином би у њиховим заједничким филмовима највише искрило кад су покушавали наћи равнотежу снаге. Секси речкања око моћи и контроле готово увек би се решавала договором. Заједно су се појавили у девет филмова, међу осталим „Адамово ребро“ (1949), „Пет и Мајк“ (1952) и „Погоди ко долази на вечеру“ (1967), за који је Хепбернов добила Оскара по други пут за најбољу главну улогу. Пар је вешто скривао своју везу од јавности, користећи задње улазе у студија и хотеле, избегавајући новинаре. Хепбернова и Трејси су деценијама били у вези али нису живели заједно све до пред крај живота Трејсија. И тада су живели у одвојеним кућама. Трејси, католик, био је у браку са покојном Луиз Тредвел од 1923. године, и остао је у њему све до своје смрти. Трејсију је, међутим, она била једина права љубав. Хепбернова је направила паузу од пет година након филма „Дуго путовање у ноћ“ (1962) како би се бринула за Трејсија, код кога се здравље све више погоршавало. Из поштовања према Трејсијеој породици, Хепбернова није била на сахрани. Описала је како је била исувише тужна да уопште погледа филм „Погоди ко долази на вечеру“, рекавши да је тај филм пробудио сећања на Трејсија која су била исувише болна.

### Последње године
Будући да су деведесетих колале приче да Кетрин болује од Паркинсонове болести, глумица је 1993. одлучила да говори о томе у документарцу о свом животу: „Е, сад да оповргнем гласину... Немам Паркинсона. Тресућу главу сам наследила од своје баке. Открила сам да престаје да се тресе када узмем мало вискија. Проблем је у томе што, ако не пазите те узмете мало више, све може да престане. Она се само тресе, али обећавам вам, неће отпасти.“
Пред крај свог живота, тада већ легендарна глумица изјавила је да се не боји смрти, већ да јој она изгледа чаробно – као један веома дугачак сан. Биле су назнаке да ће Љубавна афера бити њен последњи филм, јер је већ годину дана после њега смештена у болницу због упале плућа. Већ почетком 1997. постала је толико слаба да је једва говорила и узимала храну, међутим, њено стање се убрзо стабилизовало. Почетком 2003. појавили су се симптоми деменције, и откривен је опасан тумор на њеном врату. Одлука лекара је била да би било кобно извршити операцију, те је глумица добила још неколико месеци живота – умрла је 29. јуна 2003. године, у кући њених родитеља, у Конектикату. Имала је 96 година. Покопана је на локалном гробљу, а медијима је био забрањен приступ погребу.
Глумица је тестаментом изразила жељу да све што је поседовала буде распродато на аукцији у Њујорку, што је и учињено 2004. године. Брижно је чувала велику количину материјала везаног за своју каријеру у Холивуду, бисту Спенсера Трејсија коју је сама направила, и властита уља на платну. Аукцијом је скупљено око шест милиона долара, које је Хепбернова оставила рођацима и блиским пријатељима, попут телевизијске новинарке Синтије Макфејден.

## Утицаји и признања

### Највећа глумица века
Кетрин није била од оне сорте глумаца који импровизују или текст препуштају случају и тренутном осећању. Она би сценарио ишчитавала данима, анализирајући ликове и покушавајући да разуме и оправда њихове поступке, потпуно се утапала у улогу, те није ни чудо што је сматрана једном од најдаровитијих глумица своје генерације. Са невероватном снагом се бавила детаљима и не толико битним реченицама, максимално увежбавала покрете и савлађивала неопходне физичке вештине, учила је чак и текстове својих колега, те би увек била спремнија од њих. Редитељ Стенли Крамер описао је славну глумицу речима рад, рад, рад. „Та може да ради док сви остали око ње не попадају!“ Волела је да изнесе своје мишљење у вези са сценаријом, да предложи како треба да изгледа костим или какво осветљење треба користити.
Већина ликова које је играла биле су богате и паметне жене, наизглед јаке и независне, али заправо увек нежне и рањиве. Гарсон Канин је, како каже, пронашао формулу успеха Кетрин Хепберн: „Жена из високог друштва... У шкрипцу... Спусти је на земљу један чврст момак, простак, или нека катастрофа... Изгледа да је овај шаблон палио у свим њеним филмовима.“ Филмска критичарка Моли Хаскел рекла је да је нека врста само–понижења, коју је често трпео углађен и софистициран лик какав би Кетрин играла, била једноставно неопходна како би је публика волела. Жене које је тумачила, најчешће аристократкиње, неретко су красили демократичност, виспреност, енергичност и спортски дух.
Хепбернова је често била критикована због недостатка свестраности, непрестаног играња једних те истих особа. Године 1991. признала је да је увек бирала себи сличне ликове. „Мислим да сам увек иста. Дефинисана сам као личност, и привлачиле су ме понуде које то могу да прикажу и на филмском платну.“ Један од критичара рекао је да Кетрин у филму често изгледа као да се пита да ли то опет игра улогу коју је некад већ одиграла. Било како било, Хепбернова је и данас остала једна од најцењенијих глумица на свету, некадашња планетарна филмска звезда. Једина је која је добила четири Оскара, а број номинација за ту награду – чак дванаест – надмашила је једино Мерил Стрип. Амерички филмски институт прогласио је за највећу глумицу 20. века.

## „Носите ли Ви сукње, гђо Хепберн?“
Откривши му да прижељкује улогу Скарлет О’Харе у амбициозном филму Прохујало са вихором, Дејвид О. Селзник је био сурово искрен: „Ти једноставно ниси довољно секси за ту улогу. Просто не могу да замислим да Рет Батлер трчи за тобом дванаест година.“ Увек напрасита и директна, Кетрин је отворено причала о свему, па и колегама које воли и не воли. За своју последњу биографију признала је да не цени рад Лоренса Оливијеа, као и да јој никада неће бити јасно како су један Силвестер Сталоне и Арнолд Шварценегер постали звезде. Међутим, за Џулију Робертс је рекла да ће бити огромна звезда – звезда какве није било годинама, и да је права милина гледати и слушати Ванесу Редгрејв. Признала је да је Глен Клоус веома талентована глумица, али су њена стопала толико велика да је нико никада неће узимати за озбиљну глумицу.
Постоји доста анегдота и легенди везаних за велику глумицу. Познато је да је имала страх од ватре, да је практиковала туширање хладном водом, да је на снимању филма Афричка краљица добила менструацију, те је цела екипа мислила да је са њом немогуће сарађивати... Одбивши да затвори очи пре него што ускочи у венецијански канал, на снимању драме Летње доба добила је болну очну инфекцију. На снимању Афричке краљице, у сцени где свира клавир, недалеко од ње се налазила канта у коју је повремено повраћала.
У филму Зима једног лава играла је мајку лика ког је тумачио Ентони Хопкинс. Хопкинс је касније признао да му је глас Хепбернове послужио као основа за глас Ханибала Лектора.

## Кетрин Хепберн о ...
- Марлону Бранду: „Не мислим да је он ограничен глумац. Заправо, мислим да је јако талентован. Бојим се додуше да је ограничен као особа.“[255]
- Џорџу Кјукору: „Чинио је да верујем у себе саму.“[255]
- Мерил Стрип: „Клик, клик, клик! Точкови у њеној глави!“[256] (док глуми)
- браку и мушкарцима:
„Ако желиш да жртвујеш обожавање многих мушкараца због критике једног, само напред – удај се.“[207]
„Понекад се питам колико су жене и мушкарци одговарајући једни другима. Можда би било најбоље да живе у суседним кућама и посећују се с времена на време.“[207]
„Сан сваке холивудске звезде је да је поштује Американац, да јој се удвара Италијан, да буде удата за Британца, а да јој љубавник буде Француз.“[207]
- Хамфрију Богарту: „Био је као и Хенри Фонда – поносан и срећан што је глумац. Такође је био прави мушкарац – ничега феминизираног није било у њему. Знао је да је прави аристократа – већи него многи који су то били рођењем.“[255]
- Бети Дејвис: „Волим Бети Дејвис. Мислим да је невероватна глумица!“ (и брзо променила тему)[257]

## Остварења и улоге

### Филм
| Улоге Кетрин Хепберн |                            |                 |                          | |
| Година               | Српски назив               | Изворни назив   | Улога                    | Напомена |
| 1932.                |                            |                 | Сидни Ферфилд            | |
| 1933.                |                            |                 | Леди Синтија             | |
| 1933.                | Ладолеж                    |                 | Ив Лавлејс               | Оскар за најбољу главну глумицу |
| 1933.                | Мале жене                  |                 | Џозефина Џо Марч         | Волпи пехар за најбољу глумицу |
| 1934.                | Прзница                    |                 | Тригер                   | |
| 1934.                |                            | Баби            |                          | |
| 1935.                |                            |                 | Констанс Дејн            | |
| 1935.                | Алиса Адамс                |                 | Алиса Адамс              | номинована — Оскар за најбољу главну глумицу |
| 1935.                | Силвија Скарлет            |                 | Силвија Скарлет          | |
| 1936.                | Мери од Шкотске            |                 | Мери Стјуарт             | |
| 1936.                |                            | Памела          |                          | |
| 1937.                |                            |                 | Фиби                     | |
| 1937.                | Сценска врата              |                 | Тери Рендал              | |
| 1938.                | Невоље са бебом            |                 | Сузан                    | |
| 1938.                | Празник                    |                 | Линда Сетон              | |
| 1940.                | Филаделфијска прича        |                 | Трејси Лорд              | номинована — Оскар за најбољу главну глумицу |
| 1942.                | Жена године                |                 | Тес Хардинг              | номинована — Оскар за најбољу главну глумицу |
| 1942.                | Чувар пламена              |                 | Кристина Форест          | |
| 1943.                |                            |                 | као Кетрин Хепберн       | |
| 1944.                |                            |                 | Џејд                     | |
| 1945.                |                            |                 | Џејми Роуен              | |
| 1946.                |                            |                 | Ен Хамилтон              | |
| 1947.                | Љубавна песма              |                 | Клара Шуман              | |
| 1947.                | Море траве                 |                 | Лути                     | |
| 1948.                |                            |                 | Мери Метјуз              | |
| 1949.                | Адамово ребро              |                 | Аманда                   | |
| 1951.                | Афричка краљица            |                 | Роуз                     | номинована — Оскар за најбољу главну глумицу номинована — Награда BAFTA за најбољу глумицу у главној улози                                                                                  |
| 1952.                | Пет и Мајк                 |                 | Патриша Пет Пембертон    | номинована — Златни глобус за најбољу главну глумицу (комедија) |
| 1955.                | Летње доба                 |                 | Џејн Хадсон              | номинована — Оскар за најбољу главну глумицу номинована — Награда BAFTA за најбољу глумицу у главној улози                                                                                  |
| 1956.                |                            |                 | Лизи                     | номинована — Оскар за најбољу главну глумицу номинована — Награда BAFTA за најбољу глумицу у главној улози номинована — Златни глобус за најбољу главну глумицу (драма)                     |
| 1956.                |                            | Винка Ковеленко |                          | |
| 1957.                |                            |                 | Бани Вотсон              | |
| 1959.                | Изненада, прошлог лета     |                 | Вајолет                  | номинована — Оскар за најбољу главну глумицу номинована — Златни глобус за најбољу главну глумицу (драма)                                                                                   |
| 1962.                | Дуго путовање у ноћ        |                 | Мери Тајрон              | Најбоља глумица на Канском филмском фестивалу номинована — Оскар за најбољу главну глумицу номинована — Златни глобус за најбољу главну глумицу (драма)                                     |
| 1967.                | Погоди ко долази на вечеру |                 | Кристина Дрејтон         | Оскар за најбољу главну глумицу Награда BAFTA за најбољу глумицу у главној улози номинована — Златни глобус за најбољу главну глумицу (драма)                                               |
| 1968.                | Зима једног лава           |                 | Елеонора од Аквитаније   | Оскар за најбољу главну глумицу Подељен са Барбром Страјсенд (Смешна девојка) Награда BAFTA за најбољу глумицу у главној улози номинована — Златни глобус за најбољу главну глумицу (драма) |
| 1969.                | Луда из Шаљоа              |                 | Аурелија (Луда из Шаљоа) | |
| 1971.                | Тројанке                   |                 | Хекаба                   | |
| 1973.                |                            |                 | Агнес                    | |
| 1975.                | Рустер Когберн             |                 | Госпођа Гуднајт          | |
| 1978.                |                            |                 | Госпођица Пад            | |
| 1981.                | На Златном језеру          |                 | Етел Тајер               | Оскар за најбољу главну глумицу Награда BAFTA за најбољу глумицу у главној улози номинована — Златни глобус за најбољу главну глумицу (драма)                                               |
| 1985.                | Грејс Квигли               |                 | Грејс                    | |
| 1994.                |                            |                 | Џини                     | |

### Телевизија
| Улоге Кетрин Хепберн |                          |               |                 | |
| Година               | Српски назив             | Изворни назив | Улога           | Напомена                                                                                            |
| 1973.                | Стаклена менажерија      |               | Аманда Вингфилд | номинована – Еми за најбољу главну глумицу у ТВ–филму                                               |
| 1975.                | Љубав кад јој време није |               | Џесика Медликот | Еми за најбољу главну глумицу у ТВ–филму                                                            |
| 1979.                | Кукуруз је зелен         |               | Лили Мофат      | номинована – Еми за најбољу главну глумицу у мини-серији                                            |
| 1986.                |                          |               | Маргарет        | номинована – Еми за најбољу главну глумицу у мини-серији                                            |
| 1988.                |                          |               | Лора Ленсинг    | |
| 1992.                |                          |               | Викторија Браун | номинована – Златни глобус за најбољу глумицу у мини-серији или ТВ филму                            |
| 1994.                |                          |               | Марион Бенет    | |
| 1994.                |                          |               | Корнелија       | номинована — Награда Удружења филмских глумаца за најбољу главну глумицу у мини-серији или ТВ–филму |